# Souvenir de Florence

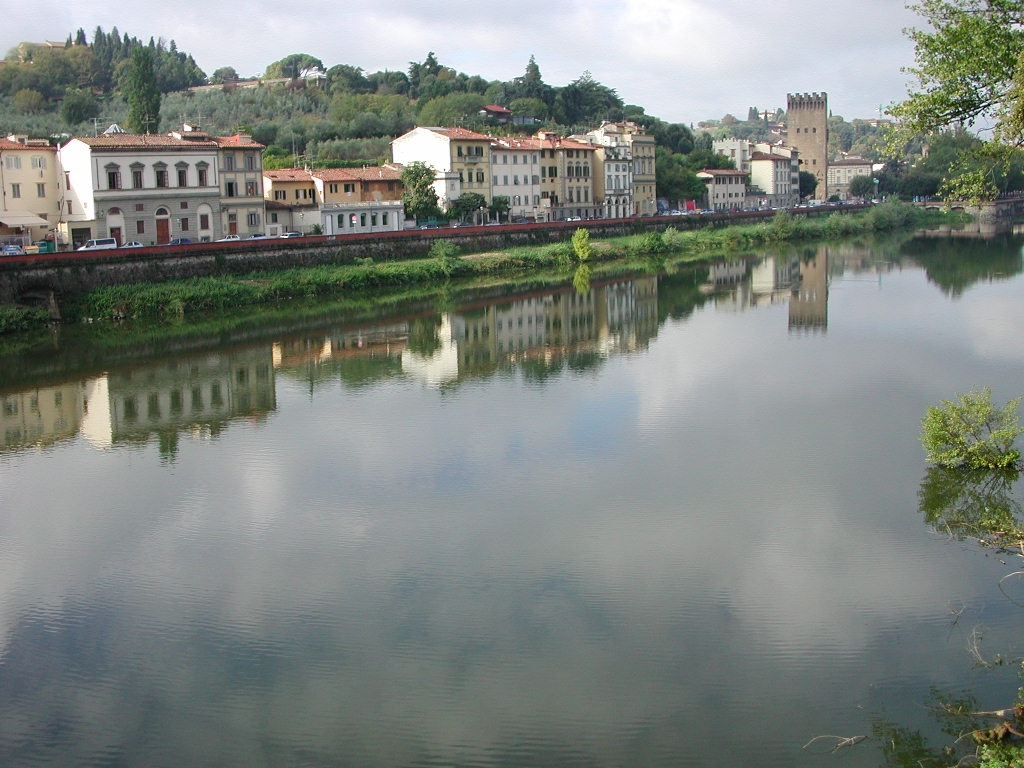
Florenz am Arno, wo Tschaikowski während seines Aufenthalts wohnte

Das Streichsextett in d-Moll „Souvenir de Florence“ (op. 70) ist ein kammermusikalisches Werk von Pjotr Iljitsch Tschaikowski.

## Entstehung

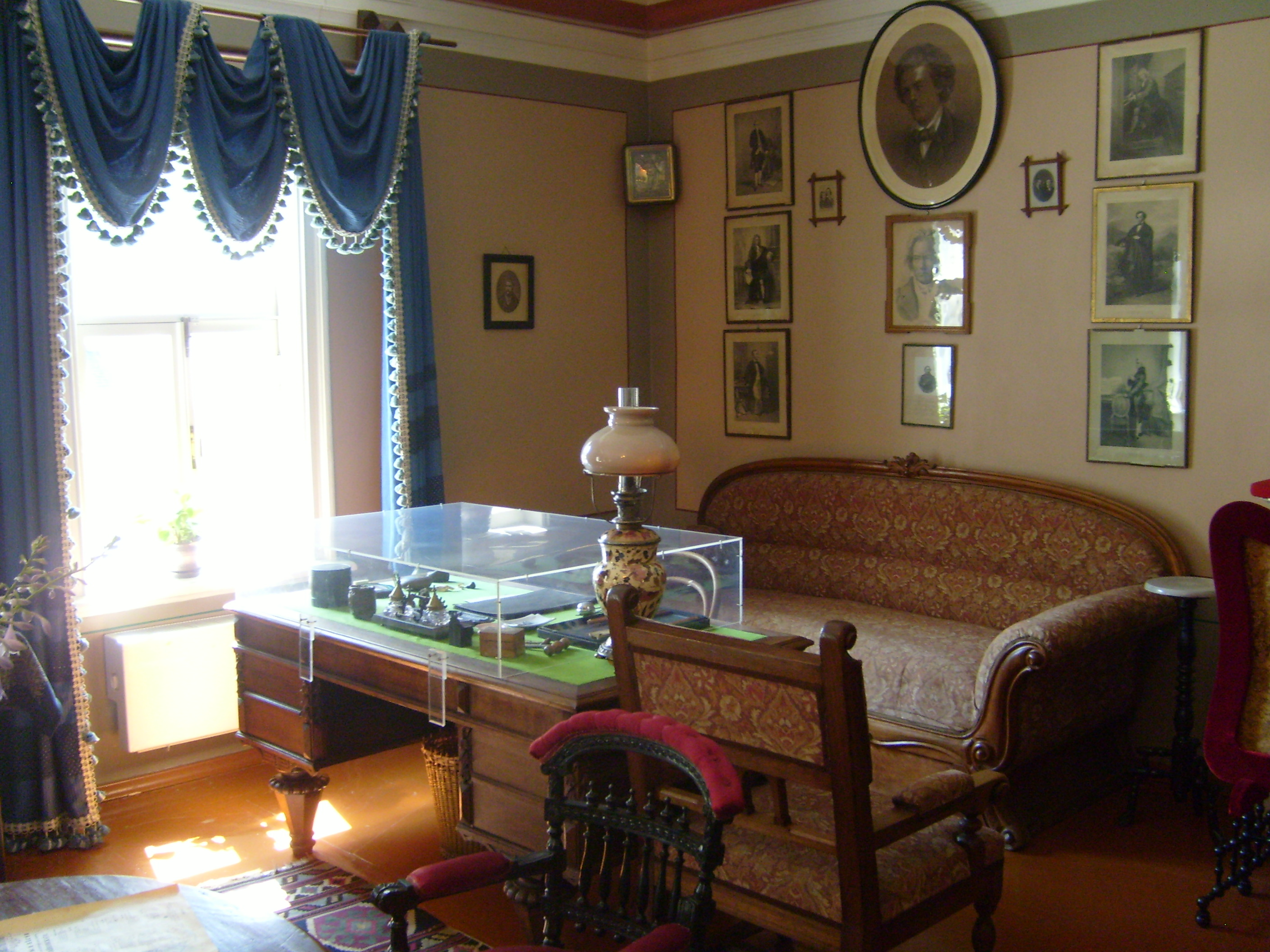
Tschaikowskis Arbeitszimmer in Klin

Tschaikowski entwarf das Sextett 1890 während eines mehrmonatigen Aufenthalts in Florenz, wo auch seine Oper Pique Dame entstand. Fertiggestellt wurde es erst nach mehreren Überarbeitungen, die Tschaikowski Anfang 1892 im russischen Klin abschloss. In diesem Jahr feierte das Sextett schließlich Premiere. Tschaikowski widmete das Werk der St. Petersburger Gesellschaft für Kammermusik, die ihn kurz zuvor zu einem Ehrenmitglied ernannt hatte.
Das Sextett gehört zu Tschaikowskis heiteren, lebensbejahenden Werken, das auf die positive Wirkung seines Erholungsurlaubs in Florenz zurückgeführt wird. Einen ähnlich positiven Einfluss hatte ein vergleichbarer Kuraufenthalt in Clarens am Genfersee einige Jahre zuvor gehabt, während dessen Tschaikowski sein berühmtes Violinkonzert schuf.

## Besetzung und Aufbau
Das Sextett ist für zwei Violinen, zwei Violen und zwei Celli komponiert und klassisch aufgebaut: Auf einen Sonatensatz folgen ein langsamer zweiter, das Scherzo in Trio-Form leitet dann über zum finalen Rondo, das Tschaikowski mit einer Doppelfuge beschließt. Die Sätze lauten:
- Allegro con spirito
- Adagio cantabile e con moto
- Allegro moderato
- Allegro vivace

## Orchesterversion
Das Werk wurde schon früh für Streichorchester arrangiert, etwa 1893 von Anton Seidl in der New Yorker Carnegie Hall. Es sind bis heute verschiedene Versionen zu hören, etwa mit oder ohne Kontrabässe und mit einem unterschiedlichen Anteil an Solopartien.

## Belege und Anmerkungen
1. ↑   Über die Zueignung gibt es indes widersprüchliche Angaben, vgl. in: SWR2 Musikstunde „Verkannte Meisterwerke“, SWR-Sendungen, Teil 2, S. 2/3, wird seine Gönnerin Nadjeschda von Meck genannt Online